# Panthera pardus fusca
El leopardo indio (Panthera pardus fusca) es una subespecie de leopardo presente principalmente en el subcontinente indio con  poblaciones en el sur de China, Bangladés, Bután, Nepal y en ciertas zonas de Pakistán. Barreras topográficas como el Himalaya al norte o el río Indo al oeste han evitado la dispersión de esta subespecie quedando aislada de otras poblaciones de leopardo, al este el delta del Ganges de igual manera ha separado al leopardo indio del leopardo de Indochina.
En la actualidad se estima una población de entre 7000 y 10000 ejemplares en India, principalmente recluidos en reservas y parques nacionales,  siendo la caza para el comercio de su piel o el abastecimiento a la medicina tradicional asiática de determinadas partes del cuerpo de los leopardos el principal problema al que se enfrenta la especie, pues desde 1994 casi 3200 leopardos han sido cazados en el país a los que se sumarían cerca de 1000 entre el sur de China y el Tíbet. Otros factores que afectan a la especie son la invasión de sus zonas de caza y hábitat por parte del hombre para expandir la agricultura o la construcción de zonas residenciales, así como la competencia con otros depredadores como lobos, hienas, osos, tigres e incluso leones asiáticos.
Dentro del leopardo indio se clasificarían dos subespecies hasta hace poco consideradas dentro del  leopardo persa, se tratan del  leopardo de Cachemira (Panthera pardus millardi) y el leopardo de Nepal (Panthera pardus pernigra).